# František Bartoš (folklorysta)
František Bartoš (ur. 16 marca 1837 w Zlinie, zm. 11 czerwca 1906 tamże) – czeski folklorysta, językoznawca, etnograf, wydawca pieśni ludowych.

## Życiorys
Od 1869 r. nauczał w Gimnazjum Słowiańskim w Brnie, w 1888 r. został mianowany dyrektorem tamtejszego II. gimnazjum czeskiego. Jest autorem monografii Dialektologie moravská I–II (1886, 1895) oraz publikacji Dialektický slovník moravský (1906).